# Charles Julien Brianchon
Charles Julien Brianchon   (Sèvres, 19 de desembre de 1783 - Versalles, 29 d'abril de 1864) va ser un matemàtic i militar francès.

## Vida i Obra
No es coneixen detalls de la vida de Brianchon abans del seu ingrés a l'École Polytechnique el 1804, on va estudiar sota la supervisió de Monge. En acabar els seus estudis es va enrolar a l'exèrcit napoleònic, sent destinat a Espanya. El 1813 es va retirar de l'exercici actiu i va sol·licitar una plaça de docent que no li fou concedida fins al 1818 a l'Escola d'Artilleria de la Guàrdia Reial, càrrec que va ocupar la resta de la seva vida.

Teorema de Brianchon.

Va ser en aquells anys d'inactivitat (1816-1818) en què va publicar uns quants treballs matemàtics que tindrien certa importància: particularment un estudi de la circumferència dels nou punts (escrit conjuntament amb Poncelet), i el que avui coneixem com teorema de Brianchon: si l'hexàgon {\displaystyle ABCDEF} té els seus sis costats tangents a una cònica, aleshores les seves grans diagonals {\displaystyle AD,BE,CF} s'intersequen en un mateix punt. Aquest teorema va posar de manifest un dels resultats fonamentals de la geometria projectiva: el principi de dualitat.
A partir de començaments de la dècada de 1820 es va interessar per la química, de la que donava classes a l'Escola d'Artilleria, i va publicar algunes obres sobre fulminants, però a partir de 1825 ja no va tornar a publicar res més, dedicant-se exclusivament a les seves tasques docents.